# Pognana Lario
Pognana Lario település Olaszországban, Lombardia régióban, Como megyében. Lakosainak száma 667 fő (2023. január 1.). Pognana Lario Faggeto Lario, Laglio és Nesso községekkel határos.

## Népesség
A település lakossága az elmúlt években az alábbi módon változott:
| Lakosok száma | 718  | 685  | 667  |
|               | 2017 | 2018 | 2023 |

## További információk

Pognana Lario
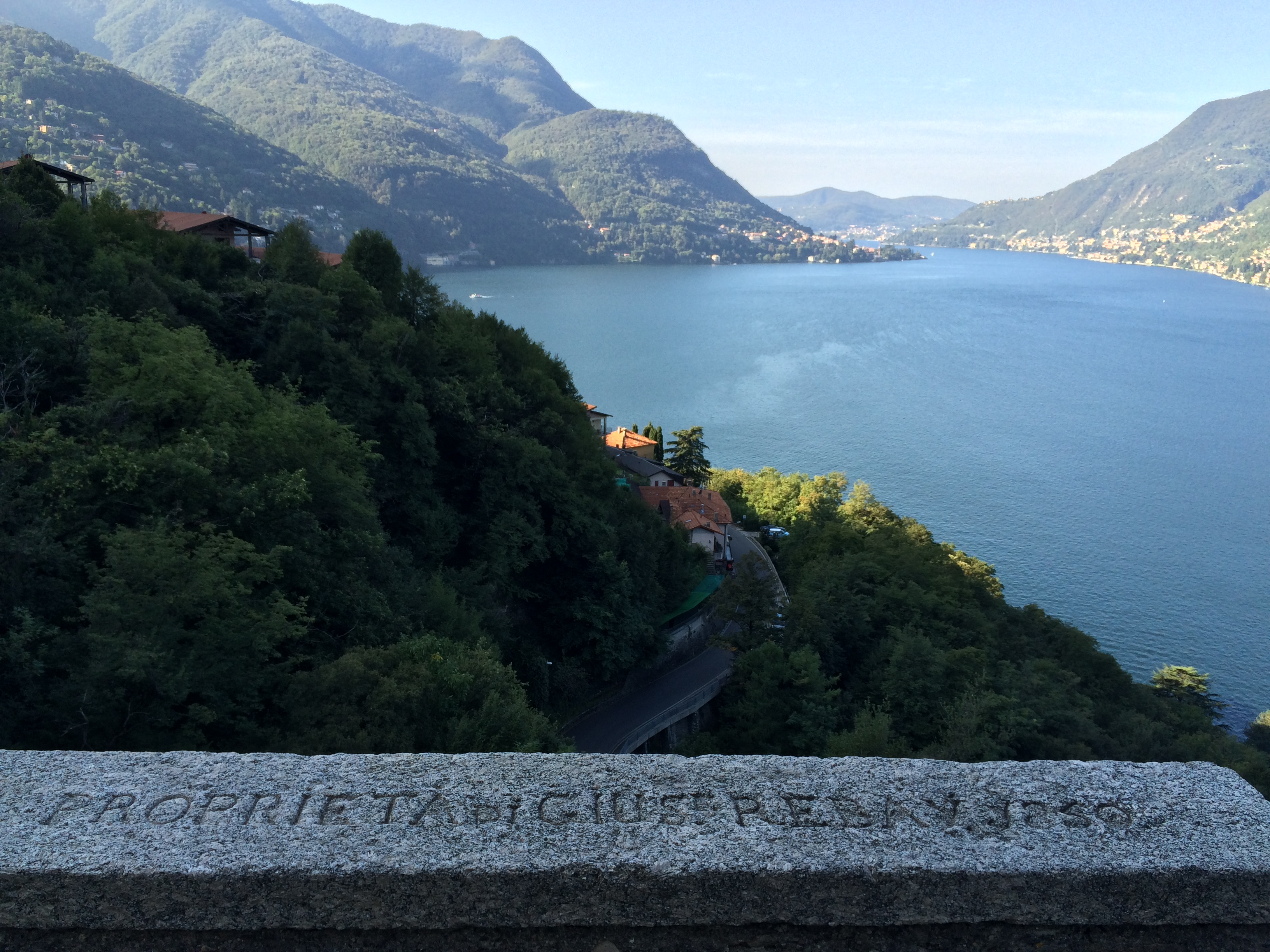
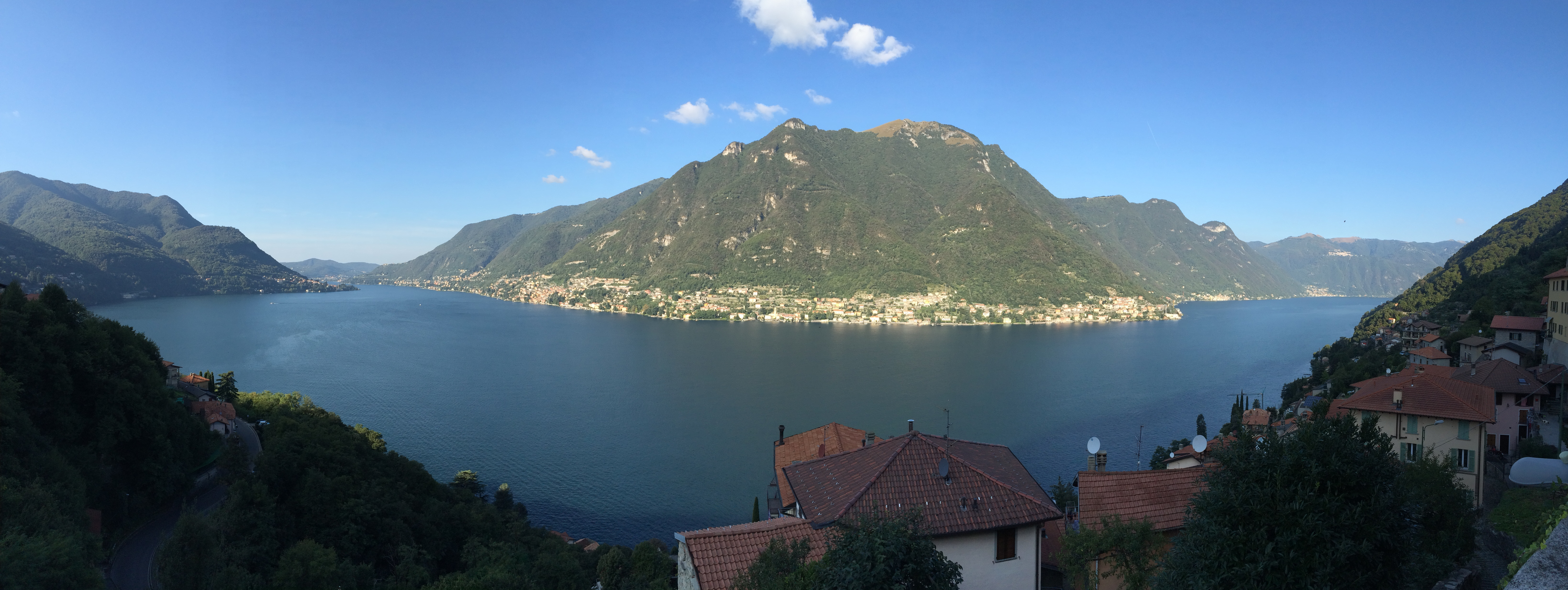
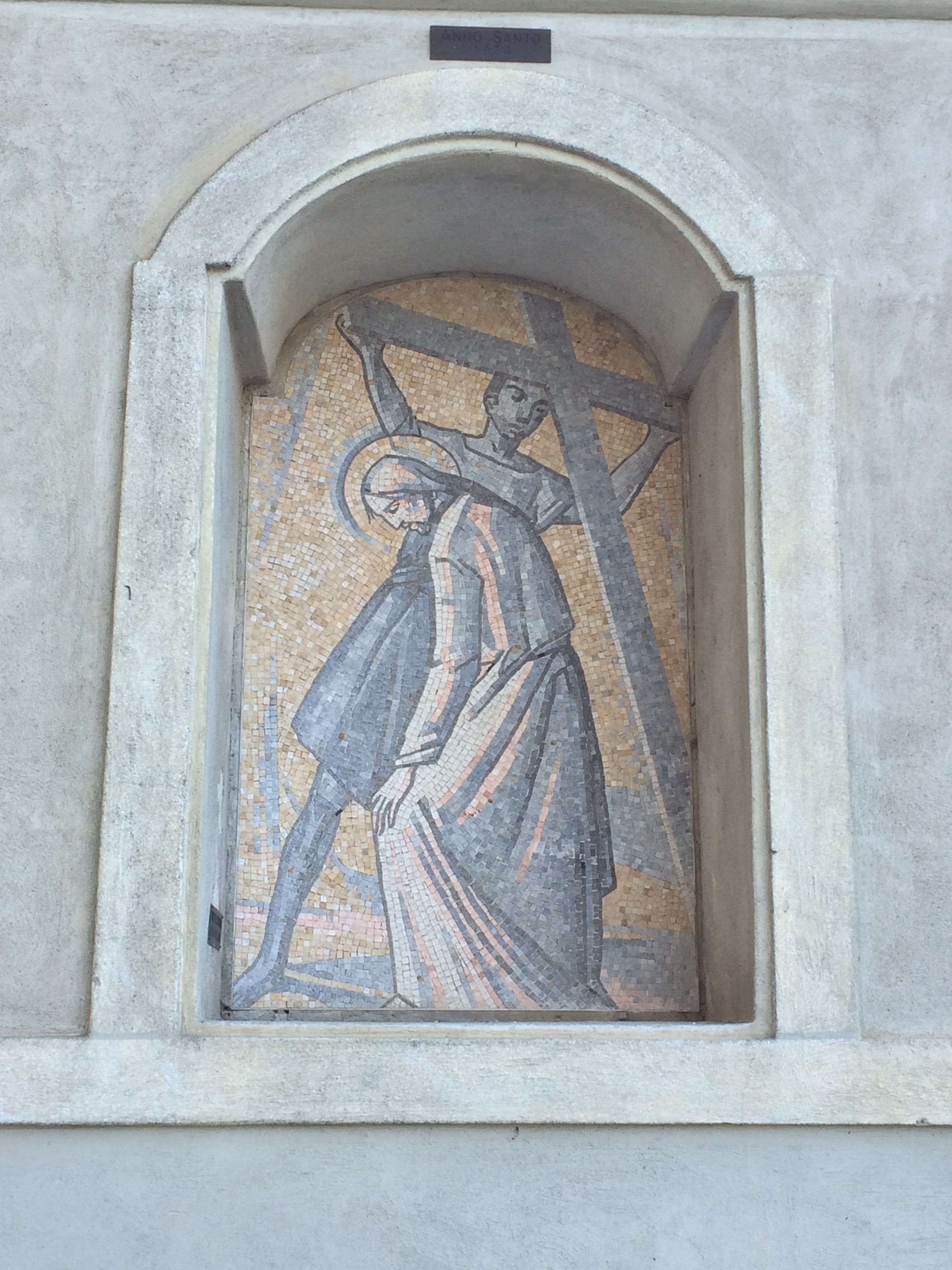
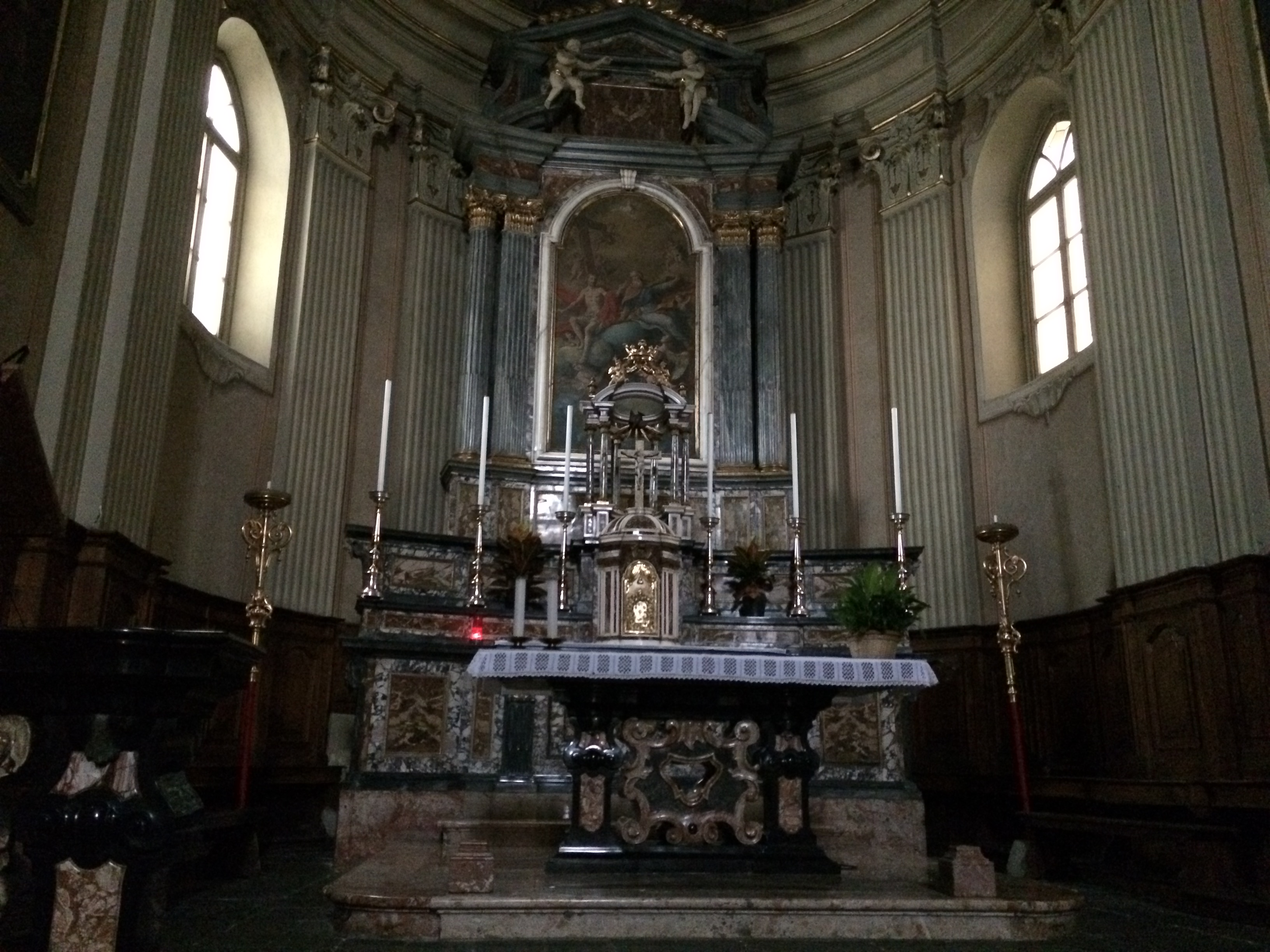
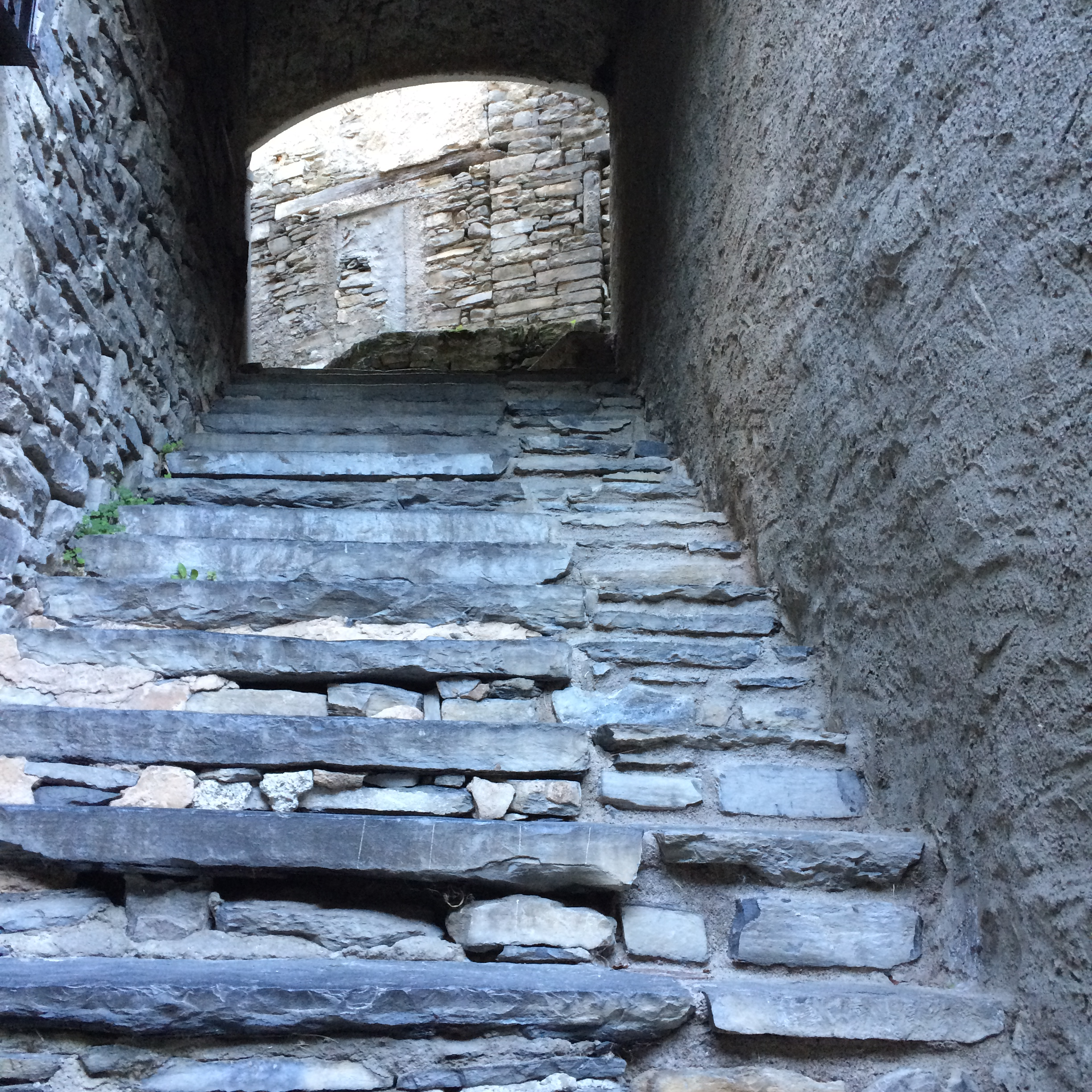